# Menelaos Antoniou
Menelaos Antoniou (4 mei 1995) is een Cypriotisch voetbalscheidsrechter. Hij is in dienst van FIFA en UEFA sinds 2022. Ook leidt hij sinds 2021 wedstrijden in de A Divizion.
Op 16 oktober 2021 leidde Antoniou zijn eerste wedstrijd in de Cypriotische nationale competitie. Tijdens het duel tussen AEK Larnaca en PAEEK (3–0) trok de leidsman viermaal de gele kaart. In Europees verband debuteerde hij op 13 juli 2023 tijdens een wedstrijd tussen FC Hegelmann en KF Shkupi in de eerste voorronde van de UEFA Europa Conference League; het eindigde in 0–5 en de scheidsrechter gaf twee spelers geel. Zijn eerste interland floot hij op 7 juni 2024, toen Roemenië met 0–0 gelijkspeelde tegen Liechtenstein. Tijdens deze wedstrijd deelde Antoniou aan vijf spelers van Liechtenstein een gele kaart uit.

## Interlands
| Datum       | Plaats                 | Wedstrijd                  | Uitslag | Competitie        | Kreeg geel | Kreeg voor de tweede keer geel en dus rood | Weggestuurd |
| ----------- | ---------------------- | -------------------------- | ------- | ----------------- | ---------- | ------------------------------------------ | ----------- |
| 7 juni 2024 | Boekarest, Roemenië    | Roemenië – Liechtenstein   | 0 – 0   | Vriendschappelijk | 5          | 0                                          | 0           |
| 7 juni 2025 | Kopenhagen, Denemarken | Denemarken – Noord-Ierland | 2 – 1   | Vriendschappelijk | 1          | 0                                          | 0           |

Laatst bijgewerkt op 8 juni 2025.